# Plantago muelleri
Plantago muelleri är en grobladsväxtart som beskrevs av Pilger. Plantago muelleri ingår i släktet kämpar, och familjen grobladsväxter. Inga underarter finns listade i Catalogue of Life.